# 阿扎沙特内
阿扎沙特内（法語：Azat-Châtenet，法語發音：[aza ʃatnɛ]）是法国克勒兹省的一个市镇，属于盖雷区。

## 地理
阿扎沙特内（46°4'35"N, 1°45'34"E）面积9.51 平方千米，位于法国新阿基坦大区克勒兹省，该省份为法国中部省份，位于法國中央高原西北部，北起安德尔省和谢尔省，西接维埃纳省，南至科雷兹省，东临多姆山省，东北与阿列省接壤。
与阿扎沙特内接壤的市镇（或旧市镇、城区）包括：欧热尔、雅纳亚、蒙泰居勒布朗、圣埃卢瓦、马尔什地区圣维克托。

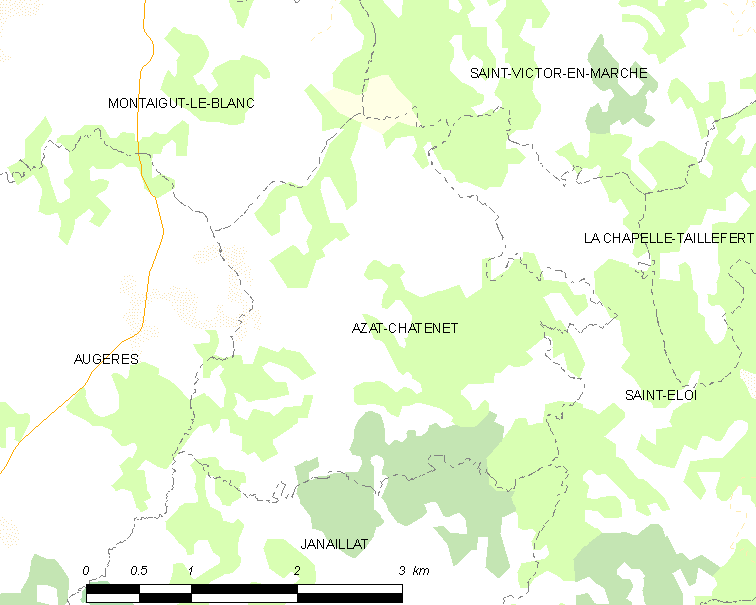
阿扎沙特内的OSM定位图

阿扎沙特内的时区为UTC+01:00、UTC+02:00（夏令时）。

## 行政
阿扎沙特内的邮政编码为23210，INSEE市镇编码为23014。

## 政治
阿扎沙特内所属的省级选区为勒格朗堡县。

## 人口

1962-2008年间阿扎沙特内人口变化图示

阿扎沙特内于2022年1月1日时的人口数量为116人。